# 조응천
조응천(趙應天, 1962년 9월 17일~)은 대한민국의 법조인, 정치인이다. 검사 출신이며, 2013년 3월부터 2014년 4월까지 박근혜 정부에서 청와대 민정수석실 공직기강비서관을 역임하였다. 소위 청와대 '문고리 3인방' 등 비선실세의 국정농단과 전횡을 견제하다가 해임된 후, 더불어민주당 대표 문재인의 인재 영입 대상으로 2016년 2월 더불어민주당에 입당하여 20대 총선에서 2016년 4월 제20대 국회의원이 되었다.
2014년 11월 28일 발생한 정윤회 문건사건 때 박근혜 대통령에 의해 '국기문란사범'으로 지목되고 청와대의 가이드라인에 따른 검찰수사에 따라 구속영장이 청구되었으나 기각되고, 1심, 2심에 이어 2021년 1월 14일 대법원 상고심까지 무죄를 선고받았다.

## 경력
- 경상북도 대구시 북부출장소 산격동 (현재, 대구광역시 북구 산격동) 출신
- 1986년 제28회 사법시험 합격
- 1989년 제18기 사법연수원 수료
- 1989년 해군 법무관
- 1992년 해군 대위 예편
- 1992년 서울지방검찰청 남부지청 검사
- 1993년 서울지방검찰청 남부지청 특수부 검사
- 1994년 박지만 약물 투약혐의 사건 수사
- 1994년 청주지방검찰청 충주지청 검사
- 1995년 대전지방검찰청 검사
- 1997년 2월 24일 ~ 1999년 법무부 검찰국 검찰제3과 검사
- 1999년 서울중앙지방검찰청 검사
- 2000년 김대중 정부 대통령비서실 민정수석실 행정관
- 2001년 6월 7일 ~ 대전지방검찰청 서산지청장
- 2002년 부산고등검찰청 검사
- 2002년 미국 듀크대학교 법과대학 방문연구원
- 2003년 대구지방검찰청 부장검사
- 2003년 8월 22일 ~ 대구지방검찰청 공안부장
- 2004년 대구지검 제19대 총선 상황실장
- 2004년 부패방지위원회 실태조사단장
- 2005년 4월 12일 ~ 수원지방검찰청 부장검사, 공안부장
- 2005년 8월 9일 의원면직
- 2005년 김앤장 법률사무소 변호사
- 2005년 6월~2006년 7월 천정배 법무부 장관 정책보좌관
- 2006년 11월 16일~2007년 김성호 법무부 장관 정책보좌관(별정직고위공무원 마급)
- 2008년~2009년 국가정보원 원장 특별보좌관
- 2009년~2012년 김앤장 법률사무소 변호사
- 2013년 1월 11일~2013년 2월 25일 제18대 대통령직인수위원회 법질서사회안전분과 전문위원
- 2013년 2월 25일~2014년 4월 23일 박근혜 정부 청와대 민정수석실 공직기강비서관
- 2015년 3월~2016년 3월 수산물음식점 서울 별주부짱 매니저(서울 마포구 서교동)
- 2016년: 더불어민주당 입당
- 2016년 4월 13일: 대한민국 제20대 국회의원 선거 당선(경기 남양주시 갑, 더불어민주당, 초선)
- 2016년 5월~2024년 1월: 더불어민주당 경기도당 남양주시 갑 지역위원회 위원장
- 2017년 4월~2017년 5월: 제19대 대통령 선거 더불어민주당 문재인 대통령 후보 국민주권선거대책위원회 유세본부 부본부장
- 2017년 5월~2018년 5월: 더불어민주당 원내부대표(법률)
- 2019년 5월~2020년 5월: 더불어민주당 정책위원회 부의장
- 2020년 4월 15일: 대한민국 제21대 국회의원 선거 당선(경기 남양주시 갑, 더불어민주당, 재선)
- 2020년 6월~2021년 5월: 더불어민주당 정책위원회 제5정책조정위원장
- 2021년 5월~2022년 3월: 더불어민주당 정책위원회 선임부의장
- 2022년 3월~2022년 6월: 더불어민주당 비상대책위원
- 2024년 1월~2024년 2월: 미래대연합 창당준비위원장 겸 대표
- 2024년 2월~2024년 5월: 개혁신당 최고위원
- 2024년 2월~2024년 5월: 개혁신당 공보단장
- 2024년 2월~: 개혁신당 총괄특보단장
- 2024년 5월~2024년 7월: 개혁신당 경기도당 남양주시 갑 조직위원회 위원장
- 2024년 5월~: 천하람 국회의원 후원회장

### 의정 활동
- 2016년 5월~2020년 5월 : 제20대 국회의원(경기 남양주시 갑, 더불어민주당, 초선)
  - 2016년 6월~2018년 5월 : 제20대 국회 전반기 법제사법위원회 위원
  - 2016년 6월~2018년 5월 : 제20대 국회 전반기 정보위원회 위원
  - 2017년 5월~2018년 5월 : 제20대 국회 전반기 운영위원회 위원
  - 2017년 12월 : 제20대 국회 대법관(민유숙·안철상) 임명동의에 관한 인사청문특별위원회 위원
  - 2018년 1월~2018년 6월 : 제20대 국회 사법개혁특별위원회 위원
  - 2018년 7월~2019년 7월 : 제20대 국회 후반기 법제사법위원회 위원
  - 2018년 7월~2019년 5월 : 제20대 국회 후반기 예산결산특별위원회 위원
  - 2019년 7월~2020년 5월 : 제20대 국회 후반기 국토교통위원회 위원
  - 2019년 7월~2019년 8월 : 제20대 국회 후반기 예산결산특별위원회 위원
- 2020년 5월~2024년 5월: 제21대 국회의원(경기 남양주시 갑, 더불어민주당→무소속→개혁신당, 재선)
  - 2020년 6월~2022년 5월: 제21대 국회 전반기 국토교통위원회 간사
  - 2020년 9월~2022년 5월: 제21대 국회 전반기 국토교통위원회 국토법안심사소위원회 위원장
  - 2020년 9월~2022년 5월: 제21대 국회 전반기 국토교통위원회 교통법안심사소위원회 위원
  - 2021년 3월~2024년 5월: 국회 글로벌 혁신 연구포럼 공동대표
  - 2022년 7월~2022년 8월: 중앙선거관리위원회 위원(남래진) 선출에 관한 인사청문특별위원회 위원
  - 2022년 7월~2023년 6월: 제21대 국회 후반기 행정안전위원회 위원
  - 2022년 11월~2023년 1월: 제21대 국회 용산 이태원 참사 진상규명과 재발방지를 위한 국정조사 특별위원회 위원
  - 2023년 6월~2024년 5월: 제21대 국회 후반기 정무위원회 위원
  - 2023년 6월~2024년 5월: 제21대 국회 후반기 예산결산특별위원회 위원

## 학력
- 1975년 경북대학교 사범대학 부설국민학교 졸업
- 1978년 대구동중학교 졸업
- 1981년 성광고등학교 졸업
- 1985년 서울대학교 법과대학 공법학 학사

## 역대 선거 결과
|  | 40.07% |

|  | 57.96% |

|  | 13.18% |

## 소속 정당
| 소속 정당 | 소속 정당    | 소속 기간 | 비고           |
| --------- | ------------ | --------- | -------------- |
|           | 더불어민주당 | 2016~2024 | 정계 입문      |
|           | 무소속       | 2024      | 탈당           |
|           | 미래대연합   | 2024      | 창당준비위원회 |
|           | 개혁신당     | 2024~현재 | 입당           |

## 같이 보기
- 남양주시 갑
- 남양주시의 국회의원